# Goodbye Mr A
Goodbye Mr A is een nummer van de Britse poprockband The Hoosiers uit 2007. Het is de tweede single van hun debuutalbum The Trick of Life.
Het nummer werd geschreven nadat frontman Irwin Sparks' in 2006 hoorde dat zijn leraar Engels, Jonathan "Mr A" Anderton, overleed. "Goodbye Mr A" is een ode aan Anderton. De plaat leverde The Hoosiers, net als voorganger Worried About Ray wederom een grote hit op in het Verenigd Koninkrijk. Het bereikte daar de 4e positie, waarmee het succesvoller was dan de voorganger. Internationaal deed het nummer het minder goed; in de Nederlandse hitlijsten kwam het bijvoorbeeld niet terecht.

## Tracklijst
Cd-single
1. "Goodbye Mr A" (radio edit) - 3:48
2. "Worried About Ray" (live on Virgin Radio) - 4:29